# Ischnarctia
Ischnarctia é um género de traça pertencente à família Arctiidae.